# The wind blows witches from the sky
The wind blows witches from the sky is een album uit 2003 van de Rotterdamse band Wallrus. Het is het eerste volwaardige album van Wallrus. Het album werd in eerste instantie uitgebracht door het label RockMusic.nl, een initiatief van zanger Rob Rietdijk en bassist Paul van Schaik. De herpersing van het album vond plaats in 2005 door het onafhankelijke label Freebird Records.

## Liederen
- Muziek: Wallrus/ Teksten: Rob Rietdijk.

1. "No mistake" – 3:35
2. "Blue tales" – 3:55
3. "The wind blows witches from the sky" – 3:07
4. "Stray white iron Jim" – 4:16
5. "Slow river" – 7:04
6. "Plastic corrective" – 2:54
7. "Moanin' at midnight" – 3:52
8. "Little Johnnie Doe" – 3:22
9. "Mean shit" – 6:22
10. "In my pocket" – 2:42
11. "Charlaine" – 7:15